# Cinderella of the Hills

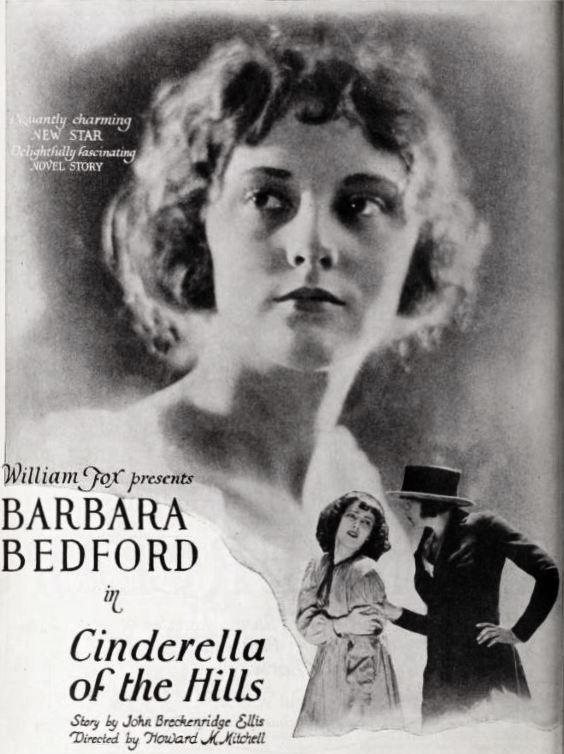
Annonce du film dans le magazine Exhibitors Herald.

Cinderella of the Hills est un film américain réalisé par Howard M. Mitchell et sorti en 1921.

## Fiche technique
- Réalisation : Howard M. Mitchell
- Scénario : Dorothy Yost d'après le roman Little Fiddler of the Ozarks de  J. Breckenridge Ellis
- Production : William Fox
- Photographie : George Webber
- Genre : Mélodrame[1]
- Distributeur : Fox Film Corporation
- Durée : 5 bobines
- Date de sortie : 23 octobre 1921

## Distribution
- Barbara Bedford : Norris Gradley
- Carl Miller : Claude Wolcott
- Cecil Van Auker : Rodney Bates
- Clarence Wilson : Peter Poff
- Tom McGuire : Giles
- Barbara La Marr : Kate Gradley